# Хуан Мануел де Росас
Хуан Мануел де Росас, рођен као Хуан Мануел Хосе Доминго Ортис де Росас и Лопес де Осорнио (Буенос Ајрес, 30. март 1793. године – Саутхемптон, 14. март 1877. године) био је аргентински политичар и војни официр који је 1829. године – након победе над генералом Хуаном Лаваљеом – постао гувернер провинције Буенос Ајрес, а затим био, између 1835. и 1852. године, први каудиљо (шп. caudillo), ауторитарни вођа који на власт долази уз подршку народа, Конфедерације Аргентине. Његов утицај на аргентинску историју био је такав да се период обележен његовом политичком владавином често назива Росасова епоха. Био је пранећак грофа Доминга Ортиса де Росаса, колонијалног гувернера Буенос Ајреса и Чилеа.

## Биографија
Хуан Мануел де Росас родио се 30. марта 1793. године у Буенос Ајресу, главном граду Вицекраљевства Рио де ла Плата. Био је син Агустине Лопес де Осорнио, ћерке Клементеа Лопеса де Осорниа и Леона Ортиса де Росаса (Буенос Ајрес, 1760—1839), син Доминга Ортиса де Росаса и Родиља и унук Бартоломеа Ортиса де Росаса и Гарсије де Виљасусо; припадао је стаблу Ортиса де Росаса, који воде порекло из места Росас у долини Соба, у области Старе Кастиље – данашње Кантабрије – која припада шпанској круни.

## Војни почеци и политички живот
Са осам година уписују га у приватну школу Франсиска Хавијера Аргерића и, још у младости, показивао је наклоност према руралним активностима; са тринаест година прекинуо је своје школовање да би учествовао у поновном освајању Буенос Ајреса 1806. године и, након тога, придружује се дечијем удружењу Пук Мигелета и учествује у одбрани Буенос Ајреса 1807. године током инвазије Енглеза, где се издвојио због своје храбрости.
Након тога, повукао се на имање своје мајке у аргентинским пампасима, а маја 1810. године, када у Аргентини кулминира револуција за независност, седамнаестогодишњи Росас остаје ван рата.
Године 1813, упркос противљењу своје мајке – коју је ипак успео да увери да је девојка трудна – оженио се са Енкарнасион Ескура, са којом је имао три детета: Хуана Баутисту, Марију, која је умрла већ следећег дана, и Мануелу, познатију као Мануелиту, која ће бити уз њега на његовој самрти.
Убрзо након тога, због несугласица које је имао са својом мајком, вратио је родитељима све поседе којима је управљао, како би створио властиту имовину. Такође, презиме „Ортис и Росас“ мења у само „Росас“, што је симболично представљало прекид зависности од породице.
Био је администратор поседа својих рођака Николаса и Томаса Мануела де Анћорена, који ће касније имати висок положај у влади, јер га је Росас веома ценио и поштовао. Удруживањем са Луисом Дорегом – братом пуковника Мануела Дорега – и Хуаном Непомусеном Терером отворио је једну сланицу; то је био посао тренутка: слано месо и кожа били су скоро једини извор извоза младе нације. Скупио је велико богаство као извозник меса и стоке, удаљен од догађаја који су довели до еманципације Вицекраљевства реке Ла Плата од шпанске круне 1816. године.
Током тих година упознаје доктора Мануела Висентеа Масу, који постаје његов легални заступник, посебно у случају када су његови сопствени родитељи дигли тужбу против њега. Касније, био је одличан политички саветник.
До 1820. године, Росас је био посвећен својим приватним активностима. Од ове године, па све до његовог пада 1852. године, посветио је свој живот политици, управљајући – у Влади или ван ње – провинцијом Буенос Ајрес, која не само да је била једна од најплоднијих територија у Аргентини, већ се на њој налазио и најважнији град – Буенос Ајрес – град који је представљао спону између осталих градова,
Уз Росасову подршку и подршку других земљопоседника, његов колега, генерал Мартин Родригес, био је изабран за гувернера провинције Буенос Ајрес. 1. октобра избија револуција, предвођена пуковником Мануелом Паголом, који је окупирао сам центар града. Росас је започео напад 5. октобра и потпуно поразио побуњенике. Хроничари тог доба ставили су акценат на дисциплину која је владала међу Росасовим гаучима, који је био унапређен у пуковника. Са Мартином Родригесом, група земљопоседника добила је јавну улогу.
Првих година након распуштања националних сила биле су раздобље мира и просперитета у Буенос Ајресу, познатих и као „срећно искуство“, углавном зато што је Буенос Ајрес за своју добит користио искључиво путем царина, неисцрпним извором богатства који је покрајина одлучила да не подели са својим суседима.
Године 1827, у конетксту пре почетка грађанског рата 1828. године, Росас је био војни вођа, представник руралних земљопоседника, друштвено конзервативан и идентификован са колонијалним традицијама региона. Био је усклађен са ондашњим федералистичким и портекционистичким, оних неповољним према иностраним утицајима и слободним трговинским иницијативама које заговара унитаристичка странка.
Хуан Мануел де Росас проглашен је гувернером Буенос Ајреса 6. децембра 1829. године, a затим шири своју власт и ствара Конфедерацију Аргентину.
За време његове владавине, политичка сцена била је подељена на две странке – федералисте и унитаристе. Росас је припадао федералистима и борио се против унитариста (присталица концепције јединствене Аргентине).
Росас заводи диктатуру која траје све до 1852. године.
Формира Масорку (шп. la mazorca) – сопствену полицију која је у јавности служила за завођење јавног реда и мира, док је у позадини, заиста, служила у Росасове личне сврхе, за ликвидацију и протеривање Росасових политичких непријатеља и неистомишљеника.
На челу своје војске, у бици код Касероса 1. маја 1852. године, Хуан Мануел де Росас бива поражен и напушта бојно поље само са једним помоћником, након чега потписује своју оставку у “Hueco de los sauces” (данашња Plaza Garay de la ciudad de Buenos Aires).

## Изгнанство и смрт
Сакрива се у британски конзулат, бива заштићен од стране почасног конзула Роберта Гора и одлази у Енглеску. Смешта се на рубу града Саутхемптона и тамо живи на изнајмљеном имању, где покушава да створи услове за боравак као у пампасу. Ово је била још једна од контрадикторности у његовом животу - потреба да тражи уточиште у земљи са којом је изнова био у сукобу.
Није имао много посета током свог изгнанства, али је писао мноштво писама својим пријатељима. Уопштено, тицала су се његове финансијске ситуације, његовог приватног живота и, понекад, би се дотакао актуелних политичких тема.
Још више компликујући свој имиџ, који је већ био довољно контроверзан, пише Mitre у ком изјављује како би Буенос Ајрес требало да се одвоји од остатка земље и постане независна држава. Никада није научио енглески, нити било који други језик.
Умире у изгнанству 14. марта 1877. године, поред своје ћерке Мануелите, на својој фарми у Саутхемптону, у Енглеској. Када је вест о његовој смрти стигла у Буенос Ајрес, влада је забранила одржавање било какве сахране у част његове душе.
Велика кућа у којој је Росас живео, Сан Бенито де Палермо, остала је напуштена након његовог изгнанства, и била је урушена током следеће деценије. Касније је била коришћена као зграда Националне Владе у неколико сврха: војна школа, поморска школа итд.
Хуан Мануел де Росас је први лик диктатора који се појављује у хиспаноамеричкој књижевности (Факундо Доминга Фаустина Сармијента и Амалија Хосеа Мармола).